# Homodes magnifica
Homodes magnifica là một loài bướm đêm trong họ Noctuidae.